# كريستين تشوبوك
كريستين تشوبوك (بالإنجليزية: Christine Chubbuck)‏، (24 أغسطس 1944 - 15 يوليو 1974) هي مراسلة أخبار تلفزيونية أمريكية، كانت تعمل في WTOG و WXLT-TV في فلوريدا. وهي معروفة بأنها أول شخص ينتحر على الهواء مباشرةً.

## روابط إضافية
- كريستين تشوبوك على موقع IMDb (الإنجليزية)
- كريستين تشوبوك على موقع إن إن دي بي (الإنجليزية)
- كريستين تشوبوك على موقع قاعدة بيانات الفيلم (الإنجليزية)
- كريستين تشوبوك على موقع فايند أغريف